# Morozovka (Vorónej)
|  | Per a altres significats, vegeu «Morozovka». |

Morozovka (en rus: Морозовка) és un poble de l'óblast de Vorónej, a Rússia, segons el cens del 2010 tenia 1.356 habitants.